# Schizocythere taiwanensis
Schizocythere taiwanensis is een mosselkreeftjessoort uit de familie van de Cytheridae. De wetenschappelijke naam van de soort is voor het eerst geldig gepubliceerd in 1975 door Hu & Yang.